# Commandant Teste
El Commandant Teste fue un gran buque porta hidroaviones de la Marine Nationale construido antes de la Segunda Guerra Mundial. Fue diseñado para ser lo más grande posible sin contabilizar en los límites del Tratado Naval de Washington. Durante la Guerra civil española, protegió a los buques mercantes neutrales y jugó un papel limitado durante la Segunda Guerra Mundial, ya que pasó la primera parte de la guerra  actuando como transporte de aviones entre Francia y el norte de África. Sufrió daños leves durante el bombardeo británico de la flota francesa durante la Batalla de Mers-el-Kébir en julio de 1940. El Commandant Teste fue hundido en la base naval de Tolon durante la Operación Anton cuando los alemanes invadieron la Francia de Vichy en noviembre de 1942, Después de ser reflotado y de nuevo hundido en 1944 fue de nuevo reflotado después de la guerra, se consideró su conversión como portaaviones de escolta o de entrenamiento. Ninguna de las propuestas fue aceptada y fue vendido para desguace en 1962.
Su nombre es un homenaje al capitán de corbeta Paul Teste (1892-1925), uno de los pioneros de la aviación naval en Francia.

## Descripción
Tras la finalización del portaaviones Béarn, la Marine Nationale deseaba otro buque de aviación, pero la falta de otro casco que pudiera convertirse de forma económica hizo que la idea para otro portaaviones fuera demasiado onerosa. Por lo que se conformó con un Transport d'aviation  que pudiera actuar como base de aviación móvil y apoyar a los hidroaviones para un ataque específico. El barco estaba restringido a un tonelaje máximo de 10 000 t (9800 toneladas largas) en desplazamiento estándar, lo que impidió contabilizarse en la asignación de buques capitales del Tratado Naval de Washington de Francia; no podría haber sido contabilizado como portaaviones, porque no cumplía con el requisito del Tratado de que los aviones pudieran despegar desde el barco y volver a aterrizar). Esto también sirvió para mantener sus costos relativamente bajos.
El Commandant Teste fue el único portaaviones de la flota francesa dedicado exclusivamente a este fin en 1939. Era un gran buque con base en el Mediterráneo, donde las condiciones meteorológicas favorecían el uso de hidroaviones para proteger a la flota, equipado con cuatro catapultas, grúas, hangar y talleres para gestionar una flota permanente de 26 hidroaviones de varios tipos, que combinaban ataque y reconocimiento.
Diseño
El buque tenía una longitud total de 167 m, una manga máxima de 27 m y un calado de 6,7 m. Desplazaba 10 000 toneladas largas (10 000 t) con carga estándar, 11 500 t (11 300 toneladas largas) con carga normal y 12 134 t (11 942 toneladas largas) a plena carga.
Debido a su altura metacéntrica, existían preocupaciones sobre su estabilidad en condiciones meteorológicas adversas, ya que tenía una cantidad significativa de peso montado en lo alto del barco; en particular, sus catapultas, grúas y cañones antiaéreos. Para aumentar su estabilidad transversal, se instalaron dos tanques laterales con una válvula de mariposa presurizada que conectaba entre sí los tanques para contrarrestar su balance. En las pruebas realizadas en 1933, el sistema se consideró exitoso, ya que amortiguaba el balanceo del barco entre un 37-65 %. Sin embargo, el mantenimiento del sistema resultó ser problemático ya que los tanques eran de difícil acceso.
Propulsión
El buque tenía una disposición de maquinaria de dos ejes con salas de calderas y máquinas alternadas. Sus turbinas de vapor con engranajes Schneider-Zoelly estaban diseñadas para 23 230 shp (17 320 kW). Cuatro calderas de tubo pequeño Loire-Yarrow sobrecalentadas (acuatubulares) impulsaban las turbinas a una presión de 20 kg/cm² (2000 kPa; 280 psi) a una temperatura de 290 °C. Estas fueron las primeras calderas sobrecalentadas en el Marine Nationale y requirieron algunas modificaciones después de las pruebas del barco. Las dos en la sala de calderas de proa funcionaban con fueloil, pero las otras dos podían usar indistintamente fueloil o carbón. Con una velocidad diseñada de 21 nudos (39 km/h; 24 mph), superó los 22 nudos (41 km/h; 25 mph) durante las pruebas en el mar el 23 de julio de 1933. Almacenaba 1163 t (1145 toneladas largas) de fueloil, así como 700 t (690 toneladas largas) de carbón. Esto proporcionó una autonomía de 2000 millas náuticas (3700 km; 2300 mi) a 18 nudos (33 km/h; 21 mph) o 2500 millas náuticas (4600 km; 2900 mi) a 10 nudos (19 km/h; 12 mph) utilizando solo carbón. Dos turbogeneradores de 300 kilovatios (kW) proporcionaban electricidad a 235 voltios. Se instalaron tres generadores diésel de 150 kW para proporcionar energía mientras estaba en puerto.
Armamento
Originalmente iba a estar armado una combinación de cañones de 138,6 mm Modèle 1927 o de 155 mm y cañones antiaéreos (AA) de 75 mm; sin embargo, esta disposición se cambió antes de que comenzara la construcción a una batería principal homogénea de doce cañones de doble propósito del Canon Modèle 1927 y 1932 calibre 100/45 mm en montajes individuales motorizados. Cinco cañones estaban montados en cada una de las superestructuras de proa y popa y dos estaban montados entre las catapultas. Sus límites de elevación eran de −10° a +85°. Su cadencia de fuego era de 10 disparos por minuto. Tenían un alcance máximo de unos 15 000 m con un proyectil perforante de 14,95 kg a una velocidad inicial de 755 m/s. Se proporcionaron 280 rondas para cada cañón, incluidas 40 rondas de proyectiles en estrella y 19 rondas trazadoras.
Como armamento secundario llevaba ocho cañones antiaéreos semiautomáticos de 37 mm /50 Modèle 1925. Dos estaban instalados en las superestructuras de proa y popa y cuatro en plataformas alrededor de la única chimenea con una provisión de 4000 proyectiles; 500 por arma. Los cañones podían deprimirse 15° y elevarse a 80°. Disparaban proyectiles de 0,725 kg a una velocidad inicial de 810 m/s y su techo antiaéreo efectivo era inferior a 5000 m.
También se instalaron seis ametralladoras Hotchkiss M1929 13,2 mm gemelas, dos de ellas en las alas del puente, dos en la plataforma de la chimenea superior y dos en la popa. Las ametralladoras Hotchkiss tenían una cadencia de fuego cíclica de 450 disparos por minuto, aunque, en la práctica era de entre 200 y 250 d. p. m. a consecuencia de la recarga de sus cargadores de 30 disparos. Tenían un techo teórico de 4200 m.
Se instalaron dos directores de control de fuego para los cañones de 100 mm; uno sobre el puente y el otro sobre la superestructura trasera. Cada director estaba equipado con un telémetro estereoscópico de 3 m. Se planeó una actualización a telémetros de 5 m para mejorar el rendimiento del director contra objetivos de superficie, aunque nunca se llevó a cabo. Los cañones antiaéreos de 37 mm de la parte central del barco estaban controlados por un solo telémetro de 1 m, pero no se proporcionó ninguno para los cañones de 37 mm de proa y popa.
Protección
Un cinturón de blindaje en la línea de flotación tenía un espesor máximo de 5 cm a lo largo de los espacios de maquinaria y 3,76 m  de altura. El barco estaba protegido del fuego axial en la línea de flotación por mamparos transversales parciales de 2 cm de espesor. Los polvorines estaban protegidos por costados de 5 cm y  en extremos y techos de 2 cm. La cubierta consistía en dos capas de placas de 1,2 cm) que aumentaban a tres capas por encima de las calderas. 2,6 cm de blindaje protegían el mecanismo de gobierno. Los costados de la torre de mando tenían 8 cm, pero su techo tenía 3 cm de espesor.
Disposiciones de aeronaves
El hangar tenía tres cubiertas de alto y medía aproximadamente 80 m × 26,5 m en el centro del barco. Estaba dividido en dos por un mamparo que incorporaba las tomas de escape para la chimenea y los conductos de ventilación para los espacios de maquinaria. Podía acomodar diez grandes bombarderos torpederos con alas plegables; dos aviones más pequeños con alas plegables podían almacenarse en lugar de cada bombardero torpedero. Dos grandes aviones adicionales y cuatro  más pequeños podían transportarse desmantelados en cajas en una bodega debajo del hangar.
Los aviones se desplazaban mediante un sistema de carros con ruedas que se desplazaban sobre raíles Décauville que se extendían a lo largo de cada semi hangar hasta el alcázar, en la parte trasera del barco. Los aviones torpederos se trasladaban al alcázar, donde se extendían sus alas y luego se bajaban al agua mediante la gran grúa situada en la popa del barco.
El hangar estaba coronado por cuatro catapultas de aire comprimido Penhöet, cada una con una capacidad de lanzamiento de 2,5 t. Los hidroaviones de combate y de reconocimiento más pequeños eran elevados a través de grandes escotillas de 15 m × 7 m  en los techos del hangar por una de las cuatro grúas montadas en cada esquina del hangar y montadas en la catapulta. Durante las pruebas en 1937, se necesitaron tres horas para embarcar o desembarcar un grupo de 16 aviones, 17 minutos para embarcar un solo hidroavión de reconocimiento Gourdou-Leseurre GL-812 y siete minutos para lanzar una sección de cuatro hidroaviones mediante catapulta.

## Grupo aéreo
El Commandant Teste en un principio, fue diseñado para acomodar los torpederos Farman F.65, la versión naval del bombardero Farman F.60, que, sin embargo, estaba obsoleto cuando el buque entró servicio en 1932. Los hidroaviones bombarderos torpederos biplanos Levasseur PL.14 solo se utilizaron brevemente, ya que demostraron ser demasiado frágiles durante los amerizajes. Fueron reemplazados por los mejorados biplanos Levasseur PL.15 de julio a agosto de 1934. El monoplano Latécoère 298 reemplazó al PL.15 en marzo-mayo de 1939. El escuadrón de exploración estuvo equipado inicialmente con el hidrocanoa CAMS 37 y más tarde, con hidroaviones monoplanos de ala fija Gourdou-Leseurre GL-810 HY hasta que llegó la versión de desarrollo Gourdou-Leseurre GL-811 HY de alas plegables a partir de 1931. Fueron reemplazados a su vez por el mejorado Gourdou-Leseurre GL-813 HY a principios de 1936. El hidrocanoa Loire 130, de mayor tamaño, reemplazó al GL-813 HY a partir de abril de 1938, aunque por ello, las catapultas tuvieron que ser modificadas para soportar su mayor peso. Nunca se embarcaron hidroaviones de combate en el buque, aunque el hidroavión Loire 210 fue diseñado para dicho papel. Sin embargo, resultó ser muy inferior a los cazas terrestres contemporáneos y solo se construyeron 20 en 1939. También resultó ser un diseño muy deficiente; en tres meses, cinco aviones se perdieron debido a un fallo estructural del ala. Todos los aviones restantes fueron inmovilizados y retirados del servicio.

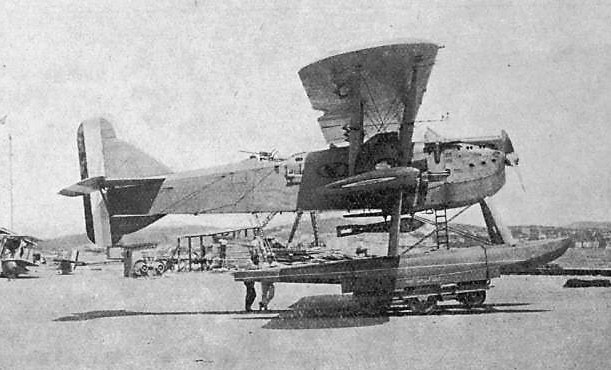
Levasseur PL.14
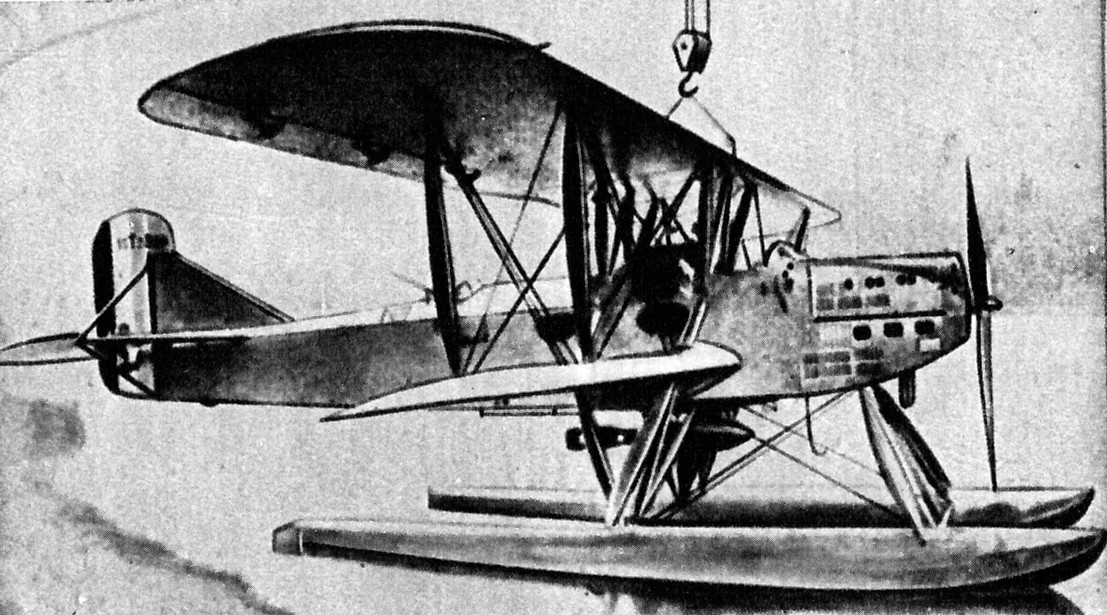
Levasseur PL.15
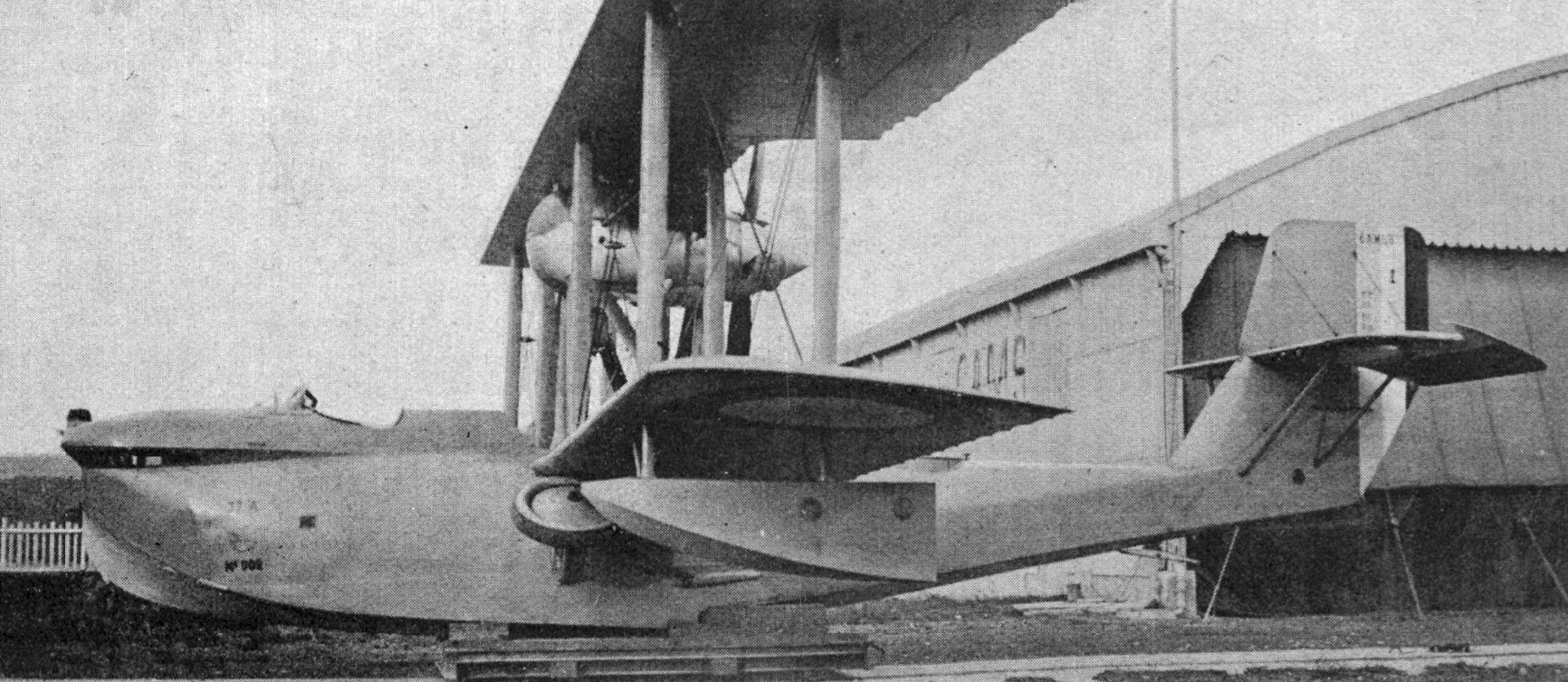
CAMS 37
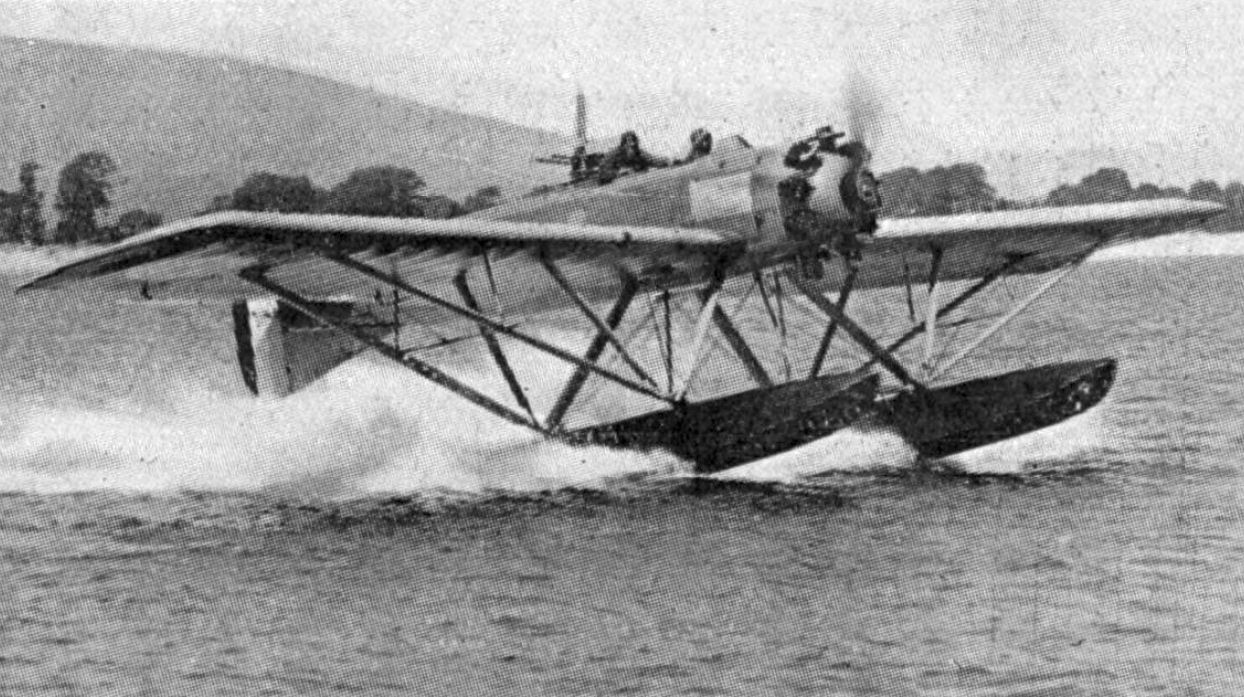
Gourdou-Leseurre L-3/810

## Historial de servicio
El Commandant Teste sirvió en el Escuadrón Mediterráneo tras su puesta en servicio en 1932. Efectuó su crucero de resistencia con salida de Tolón el 30 de marzo de 1932, bordeando las costas de Argelia, Túnez y Córcega y probando un nuevo dispositivo de recuperación de hidroaviones, siendo admitido en servicio activo el 18 de abril de 1932.
Intervención en Yibuti
El buque zarpó el 26 de marzo de 1933 de Tolón con destino a Saigón para entregar nuevos aviones para la defensa de la Indochina francesa, con cuatro Gourdou-Leseurre GL-810 HY a bordo y tres Farman F.65 y suministros para un mes más bombas, municiones y ametralladoras. Demasiado grandes y obsoletos para el buque y, que en un principio estaban destinados a la defensa de Indochina. El destacamento aeronáutico incluía 35 efectivos de mantenimiento y una compañía de exploradores senegaleses. El buque arribó a Beirut el 30/31 de marzo, embarcó equipo adicional y, escoltado por el aviso Ypres, zarpó el 30 de marzo rumbo a Yibuti, su verdadero destino. El buque llegó el 5 de abril de 1933 y desembarcó sus aviones y tropas; iniciando una rutina de patrullas diarias llevadas a cabo por hidroaviones GL 810/811 y Farman, que pronto pusieron fin a las incursiones fronterizas etíopes en el territorio somalí. El buque finalizó su misión y zarpó hacia Tolón el 20 de abril vía Adén y Port-Saïd, arribando a Tolón el 6 de mayo. El año 1933 terminó con pruebas con sus tanques antivuelco en octubre, en el estrecho de Gibraltar.
Guerra civil española
Fue reacondicionado entre noviembre de 1935 y agosto de 1936, cuando se instalaron escudos en sus cañones de 100 mm.
La Armada Francesa envió dos portaaviones, el Cdt. Teste y el Béarn, para hacer frente a la guerra civil española, empezando por evacuar a ciudadanos franceses e internacionales y vigilar el contrabando de armas y la seguridad de las aguas internacionales. El barco adquirió experiencia operativa y evacuó a refugiados en Barcelona en agosto de 1936 antes de regresar a la vigilancia del comercio internacional en 1937.
Desde septiembre de 1937, estuvo basado en Orán para evacuar nacionales y proteger a los barcos neutrales de los cruceros auxiliares nacionalistas y submarinos (italianos) "piratas" durante la guerra civil española. En febrero de 1938 fue reacondicionado en Tolon para mejorar sus catapultas y, luego sirvió como transporte de aviones entre Francia y sus colonias en el norte de África.
El Commandant Teste como transporte de aviones
El buque, inició una nueva carrera como transporte aéreo, con el fin de reforzar los territorios coloniales a partir de 1937.
Comenzó cargando 28 cazas en Hyères el 2 de noviembre (18 Dewoitine D.510 cinco Dewoitine D.510 del 5.º grupo, Sidi Ahmed y cinco Nieuport-Delage NiD.62 del GC II/1). Después de esto, realizó maniobras de flota entre Túnez y Argel y aseguró su protección. Estuvo en Túnez el 4 de noviembre de 1937 y cargó a su regreso 10 aviones del GC II/1 el 22 de febrero de 1938, cinco más del 5.º grupo autónomo. A continuación, realizó maniobras de flota con la 3.ª división de cruceros frente a Dakar a partir del 17 de febrero.
II Guerra Mundial
Después de que desembarcó el 1.er grupo del 6.º escuadrón (21 Morane-Saulnier MS.406) desde Hyères a Argelia hasta marzo de 1939, el personal naval quiso reforzar aún más la defensa local, y realizó otra entrega de aviones en el Mandato de Siria-Líbano desde Beirut el 10 de febrero de 1940 (26 Morane-Saulnier MS.406 más para el grupo de cazas I/7, Rayak, Siria). La actividad de transporte fue bastante intensa en mayo-junio de 1940, ya que del 4 al 18 de mayo entregó seis Potez 63 y un Morane 406 en Port-Saïd, trece Potez 63 y dos Loire 130 más 11 vehículos en Beirut, y del 17 al 18 de mayo en Argel, 38 aviones del 1.er grupo del 62.º escuadrón de bombardeo y 40 aviones de entrenamiento el 22 al 26 de mayo y 40 más el 14 de junio.
En agosto de 1939, embarcó seis Loire 130 y ocho Latécoère 298 y navegó hacia Orán, en donde se encontraba cuando comenzó la II Guerra Mundial al mes siguiente. Permaneció en aguas del norte de África hasta diciembre de 1939, cuando regresó a Tolon y desembarcó su componente aéreo. Sirvió como transporte de aeronaves entre el norte de África francés y la Francia metropolitana durante la primera mitad de 1940. A fines de junio de 1940, fue transferido desde el abarrotado fondeadero de Orán a la base naval de Mers El Kébir. Fue levemente dañado por esquirlas de proyectiles durante el ataque británico en la Batalla de Mers-el-Kébir el 3 de julio de 1940, pero no sufrió bajas. Llegó a Tolon el 18 de octubre, donde posteriormente fue desarmado. En junio de 1941, el Commandant Teste fue reactivado como buque de entrenamiento de artillería.
Se encontraba en Tolon cuando los alemanes mediante la Operación Anton ocuparon la Francia de Vichy y fue allí hundido por su tripulación el 27 de noviembre de 1942 para evitar ser capturado por los alemanes durante la Operación Lila. Reflotado por los italianos el 1 de mayo de 1943, el Commandant Teste fue capturado por los alemanes en septiembre de 1943 y hundido nuevamente al año siguiente por bombas aliadas entre el 18 y 19 de agosto de 1944. Reflotado nuevamente en febrero de 1945, todavía se pensaba que era reparable y se consideró su conversión como portaaviones de escolta o de entrenamiento. Las propuestas finalmente se abandonaron y el barco se utilizó como buque de almacenamiento para equipo construido en Estados Unidos hasta que se vendió como chatarra el 15 de mayo de 1950.